# اخشوا الموتى السائرون (الموسم الأول)
الموسم الأول من مُسلسل الرعب والدراما الأمريكي اخشوا الموتى السائرون، بدأ عرضهُ في 23 أغسطس، 2015، على قناة «AMC». وإحتوى على 6 حلقات، إنتهى عرضهُ في 4 أكتوبر، 2015.

## الممثلين والشخصيات

### شخصيات رئيسية
- كيم ديكنز بدور ماديسون كلارك
- كليف كورتس بدور ترافيس ماناوا
- فرانك ديلان بدور نيك كلارك
- اليشا ديبنام كيري بدور اليشا كلارك
- اليزابيث رودريجيز بدور ليزا أورتيز
- مرسيدس ماسون بدور أوفيليا سالازار
- لورينزو جيمس هنري بدور كريستوفر ماناوا
- روبين بليدز بدور دانييل سالازار

### شخصيات متكررة
- كولمان دومينغو بدور فيكتور ستراند
- باتريشيا رييس سبيندولا بدور غريسيلدا سالازار
- لنكولن أي. كاستيلانوس بدور توباياس
- مايسترو هاريل بدور مات
- شون هاتوسي بدور العريف أندرو آدمز
- جايمي مكشاين بدور النقيب بيل مويرز
- ساندرين هولت بدور الدكتورة بيثاني ايكسنير

## الحلقات
مقالة مفصلة: قائمة حلقات اخشوا الموتى السائرون
| التسلسل الإجمالي | تسلسل الموسم | عنوان الحلقة "بالإنجليزية" | إخراج         | كتابة                       | تاريخ العرض    | عدد المشاهدين (بالمليون) |
| --- | ------------ | -------------------------- | ------------- | --------------------------- | -------------- | ------------------------ |
| 1 | 1            | «Pilot»                    | آدم ديفيدسون  | روبرت كيركمان وديف إيريكسون | 23 أغسطس 2015  | 10.13                    |
| يستيقظ نيك في كنيسة مهجورة يسكنها متعاطي المخدرات، ويجد صديقتهُ غلوريا تأكل إحدى الجثث، عند هروبه من المكان تضربه سيارة وينقل إلى المستشفى. يخبر الدكتور والدته ماديسون وزوجها ترافيس بأن ما قاله نيك عن الحادث كان مجرد هلوسات أثر تعاطيه المخدرات، لكن ترافيس يصدق كلام نيك ويذهب إلى الكنيسة للتحري عن الأمر. في اليوم التالي تغلق المدرسة مبكراً بسبب غياب الطلاب وإشاعاتٍ عن إنتشار وباءٌ ما. يهرب نيك من المستشفى ويذهب للقاء كالفن ليعرف ما إذا كانت المخدرات هي سبب الهلوسات في الكنيسة، يحاول كالفن قتل نيك حتى لايفضحه كتاجر مخدرات. يصاب كالفن إصابة خطيرة، بعد مجيء ماديسون وترافيس تبدأ جثة كالفن بالتحرك ويحاول اللحاق بهم. بعدها يدهسه نيك بالسيارة، لكنه لا يموت. |              |                            |               |                             |                |                          |
| 2 | 2            | «So Close, Yet So Far»     | آدم ديفيدسون  | ماركو راميريز               | 30 أغسطس 2015  | 8.18                     |
| بعد ما حدث مع كالفن، يقرر نيك، ماديسون وترافيس الفرار خارج المدينة إلى الصحراء، ويريدون من اليشا، ليزا، وكريس اللحاق بهم. تجد اليشا حبيبها "مات" مريضاً في منزله. يصل ترافيس ليجد آثار عضة على جسم مات، الذي يقنعها بالذهاب. تعود المجموعة إلى بيت ماديسون ليجمعوا المواد الضرورية لهم. يعاني نيك من مشاكل صحية أثر إدمانه على المخدرات، تذهب ماديسون إلى المدرسة لتجلب الدواء إلى نيك، فتجد الطالب توباياس في المدرسة يجمع المواد الغذائية، يهاجمهم مدير المدرسة الذي تحول إلى ميت سائر فتقتله ماديسون. |              |                            |               |                             |                |                          |
| 3 | 3            | «The Dog»                  | آدم ديفيدسون  | جاك لوغايديس                | 13 سبتمبر 2015 | 7.19                     |
| 4 | 4            | «Not Fade Away»            | كاري سكوغلاند | ميغان أوبينهايمر            | 20 سبتمبر 2015 | 6.62                     |
| 5 | 5            | «Cobalt»                   | كاري سكوغلاند | ديفيد وينر                  | 27 سبتمبر 2015 | 6.66                     |
| 6 | 6            | «The Good Man»             | ستيفان شوارتز | روبرت كيركمان وديف إيريكسون | 4 أكتوبر 2015  | 6.86                     |

## التصنيف
| الموسم | الموسم | حلقة 1 | حلقة 2 | حلقة 3 | حلقة 4 | حلقة 5 | حلقة 6 | معدل الموسم |
| ------ | ------ | ------ | ------ | ------ | ------ | ------ | ------ | ----------- |
|        | 1      | 10.13  | 8.18   | 7.19   | 6.62   | 6.66   | 6.86   | 7.60        |

## وصلات خارجية
- الموقع الرسمي
- قائمة حلقات اخشوا الموتى السائرون (الموسم الأول)  على قاعدة بيانات الأفلام على الإنترنت